# Frank Fraser Darling
Sir Frank Fraser Darling (né Frank Darling, 23 juin 1903 - 22 octobre 1979) est un écologue, ornithologue, agriculteur et écrivain
anglais, fortement associé avec la région des Highlands en Écosse.

## Biographie
Frank Darling est né dans une ferme près de Chesterfield dans le nord de l'Angleterre. Il est le fils illégitime de Harriet Ellse Cowley Darling et Frank Moss. Sa mère est la fille d'une riche famille de Sheffield. Malgré la pression de sa famille pour laisser l'enfant à une autre famille, elle décide de l'élever. Son père, qu'il n'a pas connu, part pour l'Afrique de l'Est au moment de sa naissance, et est tué au combat à proximité de la frontière entre le Kenya et le Tanganyika en 1917.
Après avoir quitté l'école à l'âge de 15 ans, Darling est envoyé travailler dans une ferme dans les Pennines. Il étudie ensuite au Midland Agricultural College (maintenant intégré à l'université de Nottingham), à Sutton Bonington dans le comté du Nottinghamshire, et obtient des diplômes dans l'agriculture et plus particulièrement l'élevage laitier. Peu de temps après il épouse Marian Fraser ("Bobbie") et prend le double nom Fraser Darling, qu'il portera tout le reste de sa vie, même après son divorce.
Tandis qu'il travaille comme conseiller en élevage laitier dans le Buckinghamshire, et envisage de postuler à un poste de chercheur en Écosse. Fraser Darling entend parler du travail de l'Institute of Animal Genetics à l'université d’Édimbourg, et au début des années 1930, le directeur, Francis Crew, lui offre une place pour étudier comme docteur en philosophie.
Il vit à Dundonnell, puis aux îles Summer, et commence une de ses plus importantes aventures scientifiques en observant le comportement social du cerf élaphe, des laridés et du phoque gris ; et il publie ses résultats dans trois œuvres :  A Herd of Red Deer, Bird Flocks and the Breeding Cycle et A Naturalist on Rona.
Il est fait chevalier le 1er janvier 1970.

## Œuvre
- Colour Inheritance in Bull-terriers. (Chapter in book by T.W. Hogarth), 1932.
- The Physiological and Genetical Aspects of Sterility in Domesticated Animals, 1932.
- Biology of the Fleece of the Scottish Mountain Blackface, 1932.
- A Herd of Red Deer. A Study in Animal Behaviour. Oxford University Press, 1937.
- Bird Flocks and the Breeding Cycle: a contribution to the study of avian sociality, Cambridge University Press, 1938.
- Wild Country. A Highland Naturalist's Notes and Pictures, Cambridge University Press, 1938.
- The Seasons and the Farmer: a Book for Children, Cambridge University Press. (illustrated by Charles Tunnicliffe), 1939.
- A Naturalist on Rona: essays of a biologist in isolation, Clarendon Press: Oxford, 1939.
- Island Years, G. Bell and Sons, 1940.
- The Seasons and the Fisherman, Cambridge University Press, 1941.
- The Story of Scotland, London, Collins, 1942.
- Wildlife of Britain, London, Collins, 1943.
- Island Farm, G. Bell and Sons, 1943.
- The Care of Farm Animals, 1943.
- Crofting Agriculture. Its Practice in the West Highlands and Islands, Edinburgh, Oliver and Boyd, 1945.
- Natural History in the Highlands and Islands, 1947.
- Sandy the Red Deer, London, OUP, 1949.
- Alaska: An Ecological Reconnaissance, New York, Ronald Press Company, 1953.
- West Highland Survey: An essay in human ecology, 1955.
- Pelican in the Wilderness: a naturalist's odyssey in North America, London, Allen & Unwin, 1956.
- An Ecological Renaissance of the Mara Plains in Kenya Colony, Wildlife Society, 1960.
- Wild life in an African territory. (Study made for the Game and Tsetse Control Dept of Northern Rhodesia), London, Oxford University, 1960.
- Future Environments of North America: Transformation of a Continent (with John P. Milton), New York, Natural History Press, 1966.
- The Highlands and Islands. (Revised edition of Natural History in the Highlands and Islands, with J. Morton Boyd), London, Collins, 1969  (ISBN 0-00-631955-6)
- Impacts of Man on the Biosphere, 1969.
- Wilderness And Plenty: the Reith Lectures 1969, BBC, 1970  (ISBN 0-563-09281-5)
- A Conversation on Population, Environment, and Human Well-Being, Washington, Conservation Foundation, 1971.